# Kisar (Hongrie)
Pour les articles homonymes, voir Kisar.
Kisar est un village et une commune du comitat de Szabolcs-Szatmár-Bereg en Hongrie.